# Tomas Pačėsas

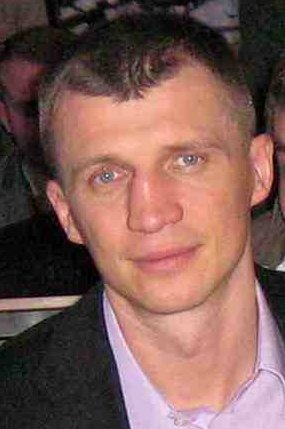
Tomas Pačėsas

Tomas Pačėsas (*  11. November 1971 in Kaunas) ist ein litauischer Basketball-Trainer, Manager, Sportfunktionär, ehemaliger Basketball-Spieler (1994–2007) und Politiker. Seit 2020 leitet er die Partei Lietuva – visų. Von 2019 bis 2023 war er Mitglied des Rats der Stadtgemeinde Alytus. 

## Leben
Pačėsas wurde in Kaunas geboren. In der Kindheit wohnte er mit seiner Familie in Alytus. Sein  Vater spielte Volleyball und seine Mutter war die Wasserspringerin. Ab der 4. Klasse besuchte er Schwimmen im Schwimmbad Alytus. Pačėsas sammelte bei seiner siebenjährigen sportlichen Laufbahn als Schwimmer eine Menge von Medaillen und Urkunden. Mit dreizehn Jahren alte nahm er an den Erwachsenenschwimmwettbewerben teil. Beim  Druschba-Turnier der ehemaligen Sowjetunion gewann er den dritten Platz unter den Erwachsenen im Freistilschwimmen bei in einer Strecke von 1500 Metern. Sein Trainer war Viktoras Janavičius.
Mit 14 Jahren begann Pačėsas Basketball zu spielen. Nach dem Abitur an der 2. Mittelschule Alytus studierte er in Kaunas. An der  Kauno technologijos universitetas in Kaunas absolvierte er 2003 das Bachelorstudium des Managements und die Trainerkurse an der Sportakademie Gdańsk in Polen.
Pačėsas spielte bei Asseco Prokom Gdynia und wurde dann 2007 Trainerassistent des Chefcoachs Eugeniusz Kijewski und später Chefcoach.
Ab  2009 war er Inhaber des Regionalfersehers VšĮ „Alytaus regioninė televizija“. Von 2012 bis 2015 war er executive Direktor von VTB United League. Er ist Gründer des  Basketballclubs „Dzūkija“ in Alytus.
2015 war sein Familienname in der Wahlliste von Visuomeninis rinkimų komitetas „Už Alytų“ bei Kommunalwahlen in Litauen 2015. Im Oktober 2020 nimmt er als Vorsitzender der Partei Lietuva – visų bei Parlamentswahl in Litauen 2020 teil.

## Familie
Pačėsas ist verheiratet. Mit seiner Frau Laima Pačėsienė hat er die Tochter Rūta und den Sohn Tomas, der ebenfalls Basketball spielt.

## Erfolge
- 1996: Bronze in Atlanta
- 1998: LKL Vice-Meister
- 2001: NEBL Meister
- 2001: russischer Meister
- 2003, 2004, 2005, 2006, 2007, 2008: polnischer Meister

## Trainer
- von 2007 bis zum Dezember 2007: Sopoto „Prokom Trefl“ (Polen), Trainerassistent
- vom Dezember 2007 bis 2012: Sopoto „Prokom Trefl“, Chefcoach
- seit Dezember 2015: Vilnius  „Lietuvos rytas“, Chefcoach